# Universidad Nacional Intercultural de Quillabamba
La Universidad Nacional Intercultural de Quillabamba (UNIQ) es una universidad pública peruana, ubicada en la ciudad de Quillabamba y que sirve a la población de la provincia de La Convención, al norte del departamento del Cuzco. Fue fundada el 30 de noviembre de 2010 mediante la Ley N° 29620.

## Historia
La universidad se creó en los terrenos del Fundo Potrero, unas 15.11 hectáreas donadas por la Municipalidad de La Convención a perpetuidad, luego de aprobarse su ley de creación por el Congreso de la República del Perú el 30 de noviembre de 2010. La UNIQ comenzó su funcionamiento en las carreras de Agronomía Tropical, Ingeniería de Industria Alimentaria y Ecoturismo al anexionarse a la sede de Quillabamba de la Universidad Nacional de San Antonio Abad del Cusco.
El 20 de junio del 2019 mediante el Diario Oficial El Peruano se publica la Ley 30966, que modifica la anterior ley de creación, subsanando algunos errores legislativos y económicos. Ese mismo año, el 2 de julio la SUNEDU le otorga el licenciamiento a la casa de estudios, el Estado peruano el 28 del mismo mes oficializa a la UNIQ a desarrollar su primer examen de admisión.
El 13 y 18 de agosto la casa de estudios realizó sus primeros exámenes de admisión de nivel ordinario y extraordinario.

## Escuelas Profesionales
- Ecoturismo
- Ingeniería Agronómica Tropical
- Ingeniería de Alimentos
- Ingeniería Civil
- Economía
- Contabilidad